# Timo Rautiainen

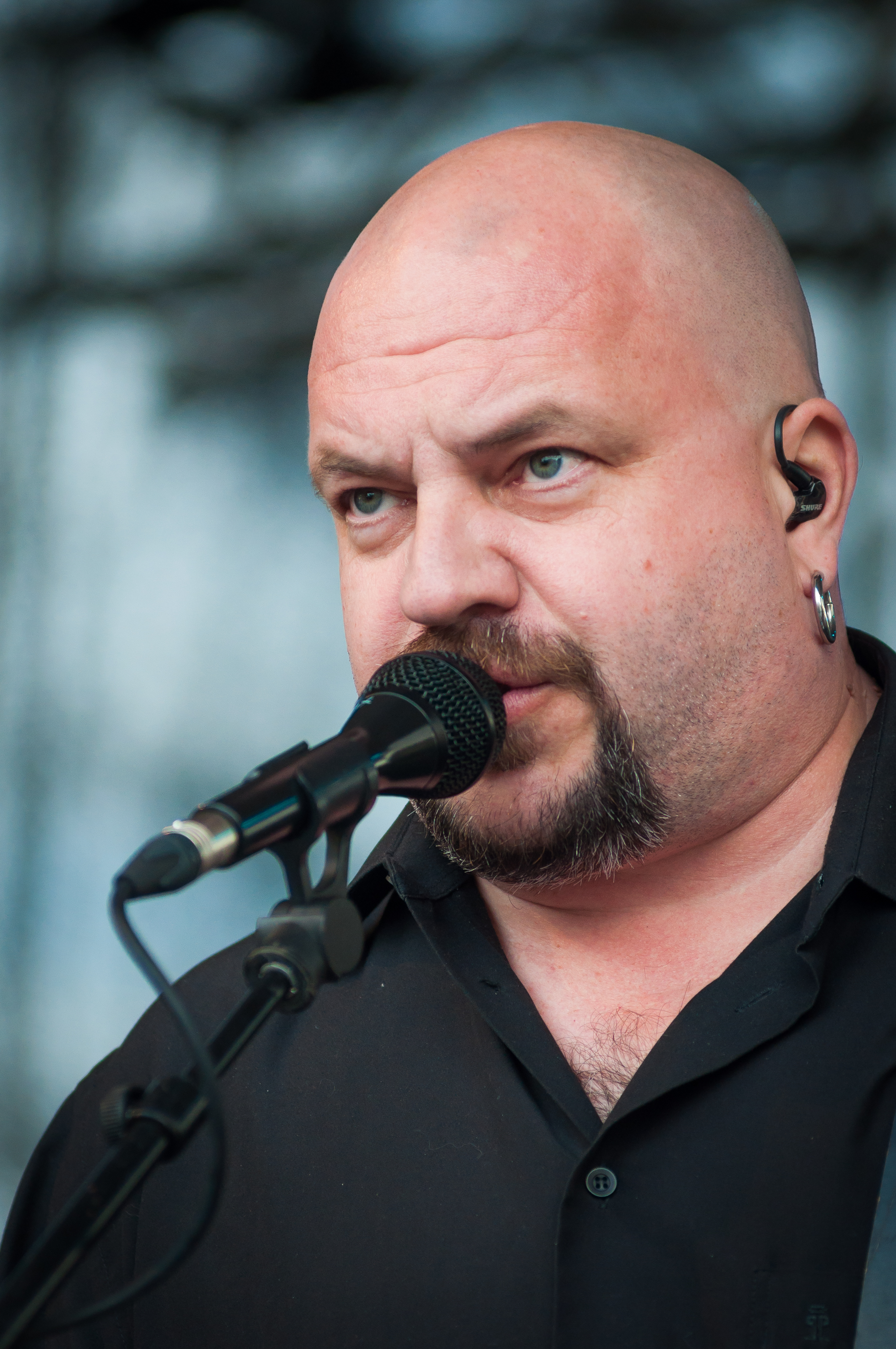
Timo Rautiainen (2013)

Timo Aulis Rautiainen (* 25. Januar 1963 in Sulkava) ist ein finnischer Sänger und Gitarrist. Er gehört zu den erfolgreichsten finnischen Musikern.

## Leben
Timo Rautiainen gehört zu den Pionieren der finnischen Metal-Szene. 1981 gehörte er zu den Gründungsmitgliedern der Heavy/Doom-Metal-Band Lyijykomppania (finn.: ‚Bleikompanie‘). Ohne etwas veröffentlicht zu haben löste sich die Band zwei Jahre später auf. 1990 reformierte sich die Band in der gleichen Besetzung. Bis zur zweiten Auflösung 1996 veröffentlichte die Band drei Studioalben. Die zweite Wiedervereinigung fand 2003 ohne Rautiainen statt.
1996 gründete Rautiainen die Band Timo Rautiainen ja Trio Niskalaukaus (finn.: Timo Rautiainen und das Genickschußtrio). Die Band brachte Heavy Metal mit finnischen Texten in die Charts. Sämtliche Alben der Band wurden in Finnland mit Platin ausgezeichnet. 2001 und 2004 veröffentlichte die Band zwei Alben, bei denen ausgewählte Lieder mit deutschen Texten vorgetragen wurden. Mit diesen Alben konnte die Band im deutschsprachigen Raum einige Achtungserfolge erzielen und ging mit HIM und Nightwish auf Deutschlandtournee. Ende 2004 verkündete die Band eine Pause auf unbestimmte Zeit. Am 1. November 2006 gab die Band ihre Auflösung bekannt.
In der Zwischenzeit begann Rautiainen seine Solokarriere. Mit Jarkko Petosalmi und Nils Ursin gehören zwei Mitglieder des Trio Niskalaukaus zu seiner Soloband. Am 26. April 2006 wurde das Debütalbum Sarvivuori veröffentlicht. Als Gastmusiker traten Tuomas Holopainen (Nightwish) und Alexander Kuoppala (ex-Children of Bodom) auf. Sarvivuori erreichte Platz zwei der finnischen Albumcharts und warf drei Top-20-Singles ab, wobei Punainen Viiva drei Wochen lang die Spitze der Singlecharts zierte.
Am 23. Mai 2007 erscheint das zweite Studioalbum Loppun Ajettu. Die vorab ausgekoppelte Single Outolintu erreichte Platz drei der finnischen Singlecharts.

## Diskografie
Alben
- 2006: Sarvivuori
- 2007: Loppun Ajettu
- 2010: En oo keittäny enkä myyny
- 2012: Kunnes elämä meidät erottaa
- 2014: Toinen varoitus (Timo Rautiainen & Neljäs Sektori)

Singles
- 2006: Punainen Viiva
- 2006: Sinulle
- 2006: Uskonnonpastori
- 2007: Outolintu